# Boom en Bosch
Boom en Bosch is een buitenplaats langs de rivier de Vecht in het Nederlandse dorp Breukelen.
Engel de Ruyter liet de buitenplaats omstreeks 1675 bouwen. Tot de meer recente verbouwingen behoort de herbouw rond 1983 van de twee zijvleugels aan het hoofdgebouw. Qua rijksmonumenten behoren tot de buitenplaats naast het hoofdgebouw onder meer de parkaanleg, tuinsieraden, een bouwhuis en diverse hekken.
Tot de gemeentelijke herindeling in 2011 fungeerde Boom en Bosch als gemeentehuis van Breukelen.